# Greg Irons

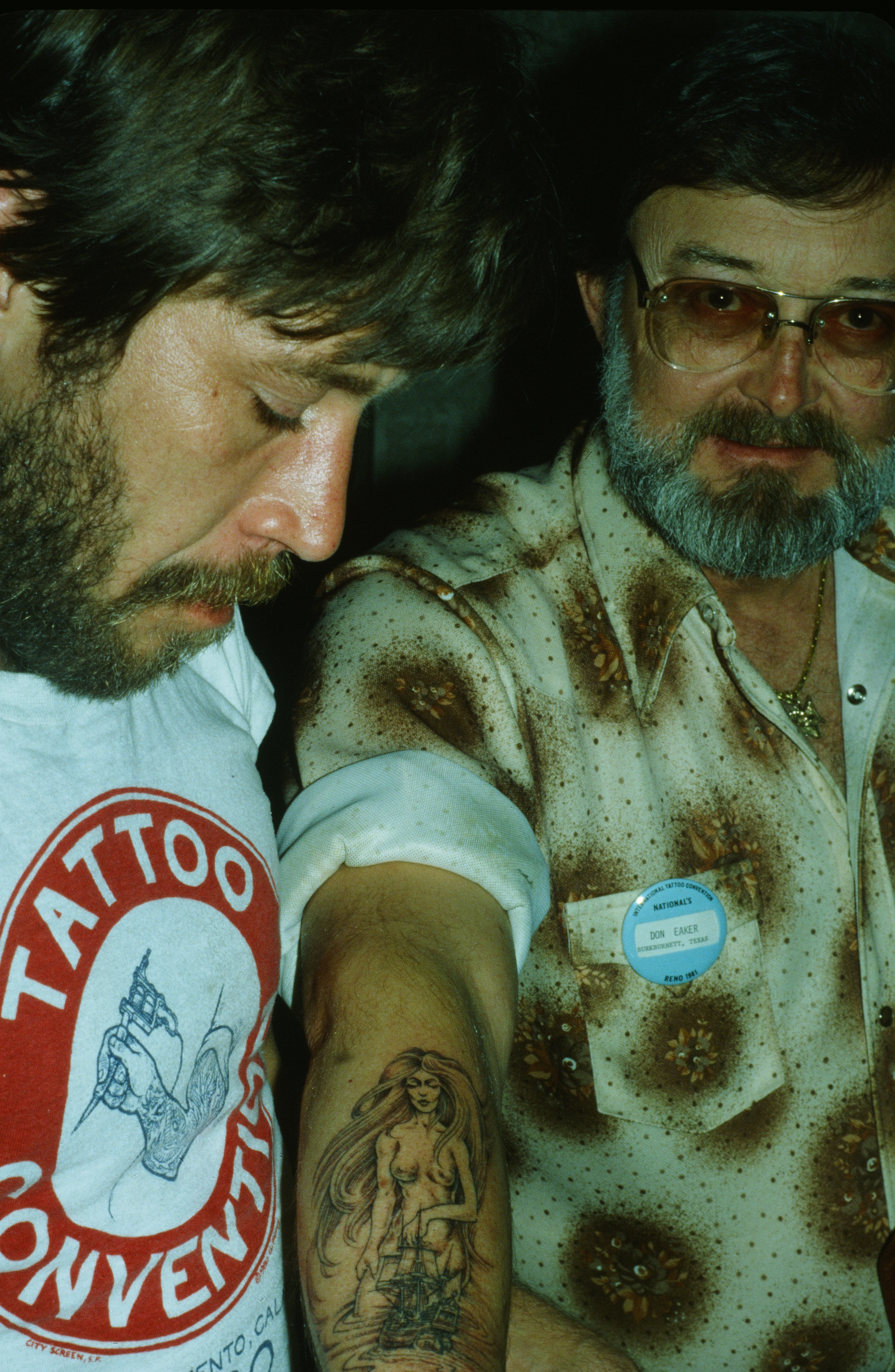
Greg Irons (links) mit Don Eaker auf der National Convention Reno 1981

Greg Irons (* 29. September 1947 als Gregory Rodman Irons in Philadelphia; † 14. November 1984 in Bangkok) war ein US-amerikanischer Comiczeichner, Illustrator und Tätowierer.

## Leben
Gregory Rodman Irons verbrachte seine Kindheit in Philadelphia. Durch frühe MAD Taschenbücher inspiriert, begann er mit dem Zeichnen von Cartoons. Im Jahr 1967 zog er nach San Francisco und entwarf für das Fillmore Auditorium einige Plakate. Für Bill Graham Productions entwarf er Plakate u. a. für die Bands Moby Grape, Jefferson Airplane, CSNY und Santana. Dann zog er nach London, wo er an dem Beatles-Animationsfilm Yellow Submarine mitarbeitete. 1969 ging er zurück nach San Francisco und fuhr fort Poster, Plattencover und Comiczeichnungen zu veröffentlichen.
Bis Mitte der 1970er Jahre entwarf Irons mehrere Buchillustrationen, unter anderem für Troubadour Press, Sunset- und Bellerophon Bücher. Im Jahr 1972 kehrte der Gitarrist Peter Kaukonen von einer Jefferson Starship Tour zurück; er hatte sich während der Tour in New York City von Thom Devita tätowieren lassen. Im Gespräch erfuhr Greg Irons den Preis, den Kaukonen bezahlt hatte, und entschloss sich, zukünftig seinen Lebensunterhalt als Tätowierer zu verdienen. Seine erste Tattoo Ausrüstung bestellte er von Spaulding and Rogers um 1975. Irons stellte fest, dass er die Tätowierkunst nicht als Autodidakt erlernen konnte und begann im Jahr 1980 bei Dean Dennis, einem Schüler von Lyle Tuttle, in San Francisco eine Ausbildung. Irons arbeitete für ein Jahr bei Deans, anschließend in Seattle mit C. J. Danzl und Pete Stephens; ab Ende 1982 wieder in San Francisco bei Henry Goldfield.
Greg Irons wurde am 14. November 1984 von einem Stadtbus in Bangkok angefahren und dabei tödlich verletzt.

## Comics
Originalveröffentlichungen
Irons veröffentlichte ab den späten sechziger Jahren regelmäßig Comics in verschiedenen Underground-Comix-Magazinen wie Yellow Dog (1969–1971), Skull Comics (1970–1972), Slow Death (1970–1979) und Dr. Wirtham's Comix and Stories (1978–1983). Darüber hinaus erschienen folgende Hefte und Alben:
- 1971 The Legion of Charlies. Last Gasp Eco Funnies, Berkeley. (Mit Tom Veitch)
- 1971 Light. The Print Mint, Berkeley. (Mit Tom Veitch)
- 1972 Deviant Slice Funnies. The Print Mint, Berkeley. (Mit Tom Veitch)
- 1973 Deviant Slice Funnies. The Print Mint, Berkeley. (Mit Tom Veitch)
- 1981 The Rime of the Ancient Mariner. Schanes and Schanes, San Diego. (Portfolio)
- 1987 The Early Work of Greg Irons. Rip Off Press, San Francisco. (Underground Classics #4)
- 1989 Greg Irons Early Work Vol 2. Rip Off Press, San Francisco. (Underground Classics #9)
- 2006 You Call this Art?!. Fantagraphics Books, Seattle.

Deutsche Veröffentlichungen
- 1974 U-Comix Sonderband #9 – Greg Irons. UPN-Volksverlag, Kucha.

Des Weiteren erschienen folgende Geschichten in Deutschland:
- 1973 Der große Schwanz. In: Horror Comics, Verlag Klaus Bär, Berlin.
- 1974 Ecotopia 2001. In: U-Comix Sonderband #7 – Anthologie Zukunft, UPN/Volksverlag, Kucha.
- 1975 Harte Zeiten Comics. In: Melzers Comic Reader, Melzer Verlag, Köln.
- 1982 A Gothic Tale. In: Menschenblut #3, Blutshop, Petersberg.
- 1983 Affen-Lust. In: U-Comix #36, Volksverlag, Linden.
- 1984 Darnold's Dilemma. In: U-Comix #49, Volksverlag, Linden.
- 1984 Gregor, der rotärschige Pavian. In: U-Comix #50, Volksverlag, Linden.
- 1984 Krebs-Gmbh.  In: U-Comix #51, Volksverlag, Linden.
- 1985 Ruhm und Ehre des Walfangs. In: U-Comix #55, Volksverlag, Linden.
- 1985 Cold Turkey.  In: U-Comix #60, Alpha Comic Verlag, Nürnberg.